# ウルウル湖
ウルウル湖 (ウルウルこ、西: Lago Uru Uru) は、ボリビアのオルロ県にある湖である。
湖には、デサグアデーロ川が注いでおり、3,686 mの高さに位置し、表面積は214 km²である。
湖は、ポオポ湖から流れるデサグアデーロ川の流入によって形成されており、「サント・トマス」として知られる広範囲の堆積物が完全に氾濫させた。これは、1962年に起こった。この川は、チチカカ湖とポオポ湖を結んでいる。
湖はプーナ草原にあり、ボートや魚の数の多い釣りの観光名所となっている。フラミンゴなどの生息地として、2002年にポオポ湖と共にラムサール条約に登録された。
オルロは湖岸にとても近い場所に位置しており、工業的な鉱山センターがある。